# Benefícios diretos e indiretos para a fêmea

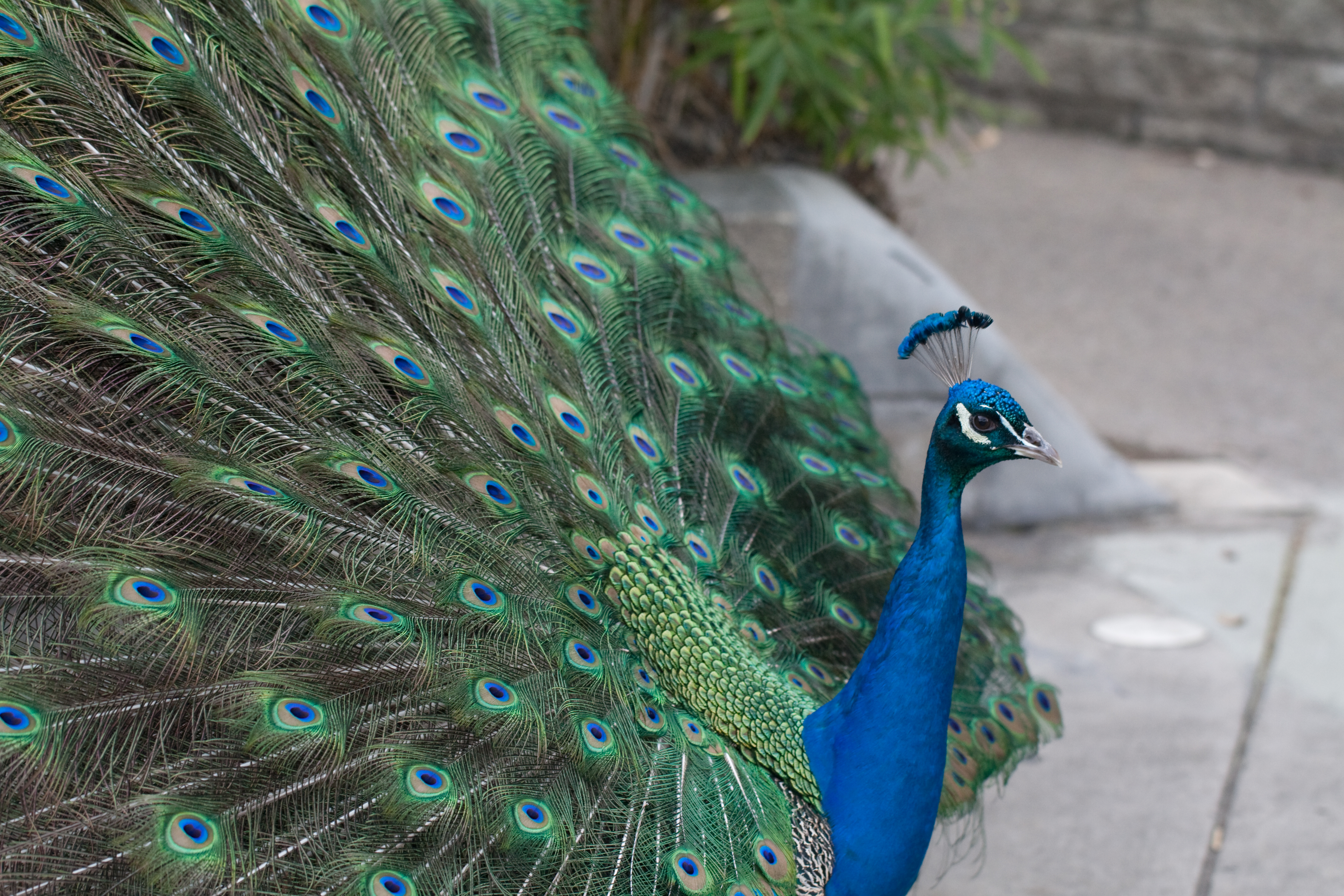
A quantidade de ocelos presentes na cauda do pavão-indiano (Pavos cristatus) é um exemplo de ornamento elaborado, que indica da concessão de benefícios a fêmea ou a prole.

Benefícios diretos e indiretos são mecanismos pelo qual a fêmea de uma determinada espécie tenta garantir seu sucesso reprodutivo. Por investir mais recursos no zigoto, fêmeas escolhem seus parceiros cuidadosamente a fim de obter alguma compensação (benefício). Os machos muitas vezes são selecionados pelos recursos que os mesmos podem oferecer ou pelos benefícios genéticos que podem ser oferecidos à prole. Os benefícios podem ser classificados em diretos, ou não genéticos, e benefícios indiretos, ou genéticos, sendo diretos aqueles em que o macho diretamente auxilia a fêmea, seja provendo alimentos, defendendo territórios para que a fêmea possa colocar seus ovos ou até mesmo auxiliando no cuidado parental dos filhotes. Enquanto que os benefícios indiretos são aqueles que podem indiretamente aumentar a probabilidade de sobrevivência, competir e reproduzir da prole. A escolha da fêmea muitas vezes é então influenciada por recursos e proteção aos filhotes ou ornamentos e cortes bem elaboradas que possam indicar algum sinal de sucesso futuro na prole.

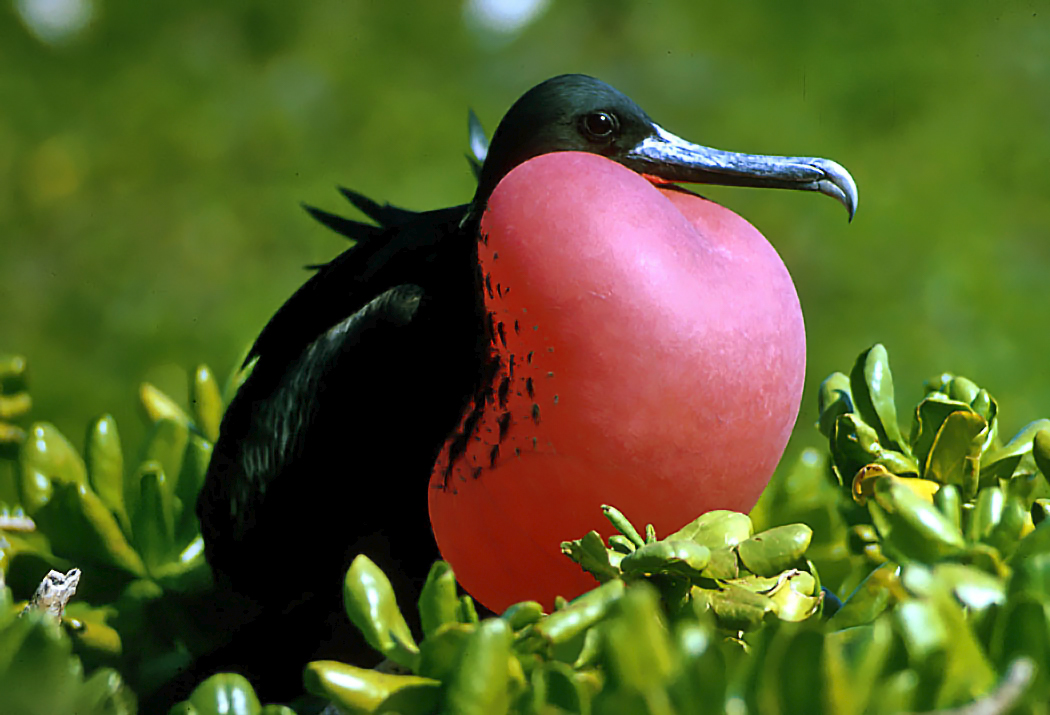
O saco inflado do fregata (Fregata magnificens) também é uma sinal de corte bem elaborada para atração e benefícios para das fêmeas.

## Benefícios diretos
A seleção de fêmeas por benefícios diretos aumenta à medida em que os recursos oferecidos pelo machos são capazes de aumentar a sobrevivência e a fecundidade da fêmea. Nesse tipo de benefício os machos podem provisionar melhores materiais para as fêmeas e/ou para os filhotes, conquistam e defendem melhores territórios, podem oferecer menor risco de transmissão de doenças e ainda reduzir os custos da fêmea no cuidado parental.
Exemplos
Duas espécies irmãs de aranhas, Paratrechalea azul e Paratrechalea ornata, em que foi observado que os machos que ofereciam presentes nupciais melhores tinham maior sucesso reprodutivo. 
Outro caso de benefício direto pode ser visto em fêmeas da espécie Stegastes fuscus conhecida popularmente como peixe-donzela que colocava o dobro do número de ovos, aumentando então o seu sucesso reprodutivo em locais onde a espécie Epinephelus marginatus conhecida popularmente por garoupa estavam presentes em seus ninhos e protegiam os ovos de caranguejos predadores. A presença da garoupa então aumentava o fitness e diminuía os esforços com cuidado parental da donzelinha. 

### Benefícios indiretos

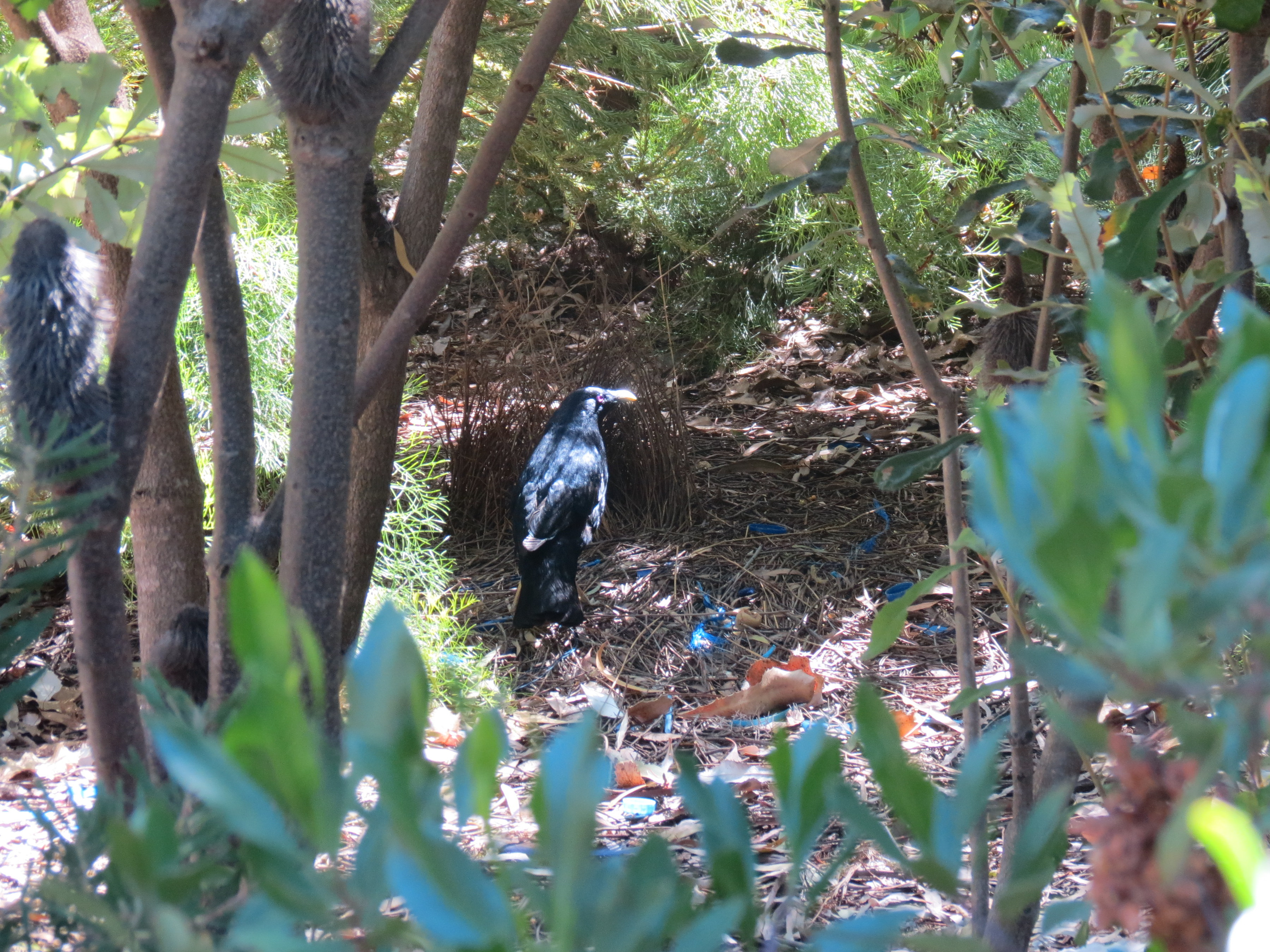
Machos da espécie caramanchão acetinado (Ptilonorhynchus violaceus) oferecem as fêmeas múltiplos sinais de sua saúde e condição psicológica

Existem várias teorias que avaliam os benefícios indiretos que uma fêmea pode obter ao escolher um macho mais atraente/bem ornamentado. A primeira consiste na busca por parceiros saudáveis,  tal expressão de saúde pode ser demonstrada pela corte e pelos ornamentos elaborados dos machos onde fêmeas selecionam tal ornamento a fim de evitar doenças sexualmente transmissíveis e parasitoides para si e para a prole. 

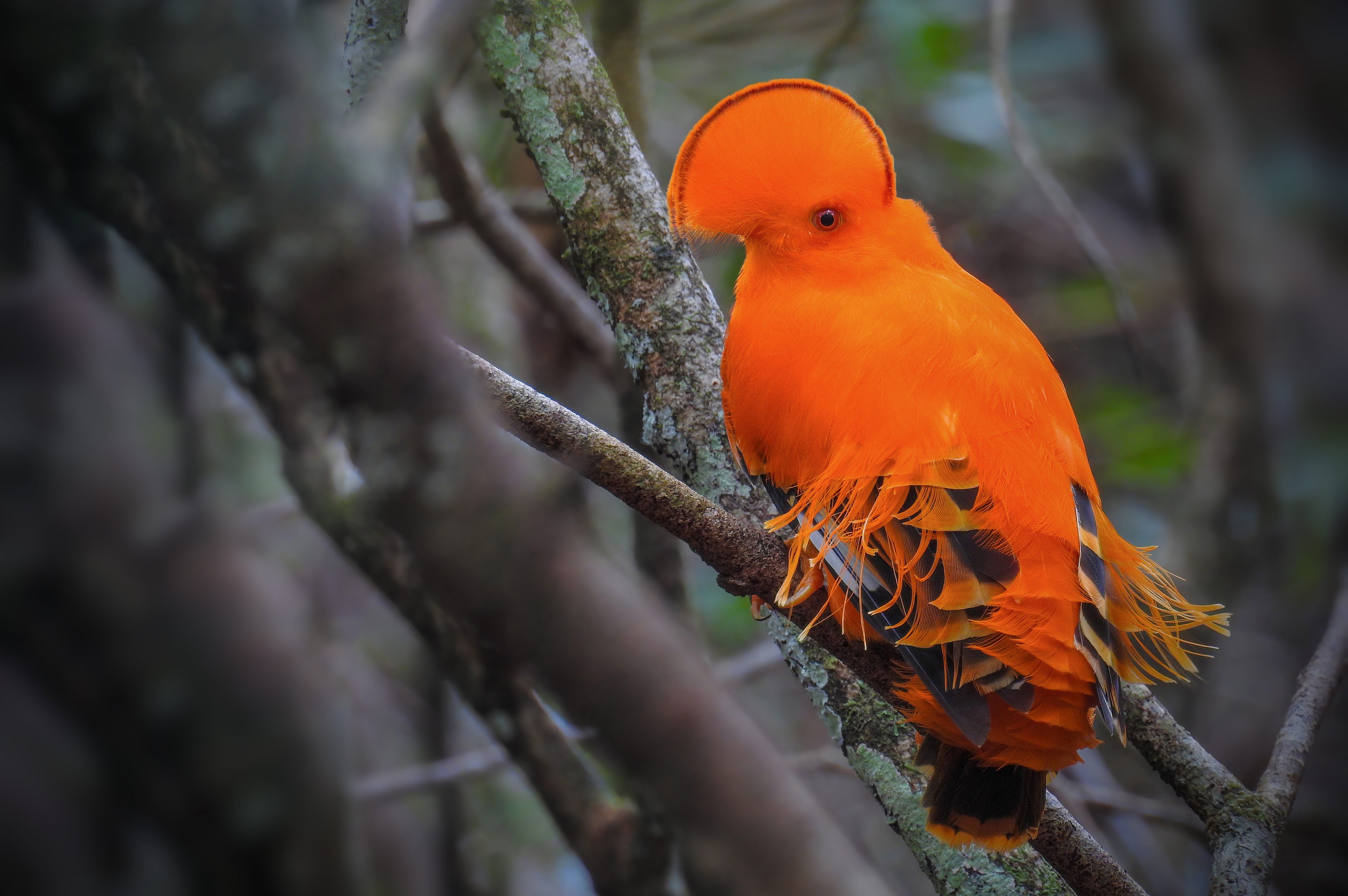
A coloração de destaque e o tamanho da crista do galo-da-serra (Rupicola rupicola) podem ser indicativos de machos que sobrevivem mais e são melhores em suas habilidades de competição e reprodução. tais características podem ser passadas a prole, gerando filhotes com maior fitness.

A segunda seria a teoria dos “bons genes” baseada na capacidade de aumento da prole em sobreviver, competir e se reproduzir. Além de aumentar a sobrevivência de sua prole, outra forma de benefício indireto dos “bons genes” seria a maior viabilidade da prole, quando fêmeas garantem que seus óvulos sejam fecundados por espermatozóides menos parecidos geneticamente com o do seus óvulos aumentando então a heterozigose e diminuindo a probabilidade de expressão de alelos deletérios prejudiciais à prole.
A terceira forma de beneficio indireto é conhecida por “seleção runaway” na qual ocorre um traço sexual secundário nos machos e uma preferência nas fêmeas por esse traço. Nos machos, as filhas herdariam da mãe a preferência por tais características bem ornamentadas nos machos e os machos herdariam tais atributos que são preferidos pela maioria das fêmeas.
Exemplo
Na espécie de aves Acrocephalus schoenobaenus (felosa-dos-juncos) fêmeas preferem machos com repertório vocal mais amplo, dado que o tamanho do repertório está correlacionado com a heterozigose do macho nessa espécie.